# Tesla-transformator
Tesla-transformatoren (også kaldet en tesla-spole) er en type transformator opkaldt efter sin opfinder, Nikola Tesla. Den er speciel derved, at spolerne har luft-kerne, og at koblingen mellem spolerne er lav, typisk K=0,15 . Det er en resonans transformator, hvilket vil sige at både primær og sekundær vikling er forbundet i parallel med en kondensator, der frembringer en L-C kreds. Disse kredse svinger ved samme frekvens.
Primær kredsen har lav induktans og høj kapacitet, sekundær kredsen har høj induktans og lav kapacitet. Primær kredsen er afbrudt af et gnistgab, og sekundær spolen er forbundet til jord i den ene ende. Transformatoren er i stand til at producere ekstremt høj spænding, i størrelsesordenen 100 tusinder af volt.
Indledningsvis oplades primærkondensatoren til en høj spænding, ofte op til 20.000V. Dette medfører at gnistgabet tænder og slutter primær kredsen, som begynder at svinge ved resonansfrekvensen. På grund af den magnetiske kobling mellem primær og sekundær spole, overføres energien fra primær kondensator til sekundær kondensator.
Man siger at primæren "ringer ned" og sekundæren "ringer op".
Koblingskoefficienten afgør hvor mange svingninger der skal til for at overføre energien. Idet den samme elektriske ladning overføres fra en stor kondensator til en lille, forøges spændingen proportionalt.
Tesla-spoler kan ses på Energimuseet i Tange og i oplevelsesparken Universe på Als.

## Topologier
Der findes en række forskellige måder hvorpå en Tesla-transformator kan forsynes med energi til det ovenstående beskrevne primær kredsløb.
- SGTC (Spark Gap Tesla Coil). Nikola Tesla opfandt denne topologi som bruger en højspændingsforsyning og gnistgab til at oplade primærkredsens spole og kondensator med samme resonansfrekvens som sekundærkredsens spole og kondensator.
- VTTC (Vacuum Tube Tesla Coil) Elektronrør Tesla Coil er en topologi hvor primærkredsens spole og kondensator rammer den samme resonansfrekvens som sekundærkredsens spole og kondensator. Pricinppet er det samme som i SGTC, men der benyttes højspænding og elektronrør i strømforsyningen. En ofte benyttet metode er en klasse C oscillator.[1][2]
- OLTC (Off-Line Tesla Coil). Forgængeren til SSTC og DRSSTC. Off-Line betyder her "direkte fra linjen" er var et udtryk for at forsyningen var direkte fra 230 Volt AC fra en stikkontakt. Benyttede sig af transistorer til at erstatte gnistgabbet i en SGTC.
- SSTC (Solid State Tesla Coil). Solid State Tesla Coil er en enkeltresonant topologi hvor primærkredsens spole drives ved tilbagekobling af resonansfrekvensen fra sekundærkredsens spole og kondensator.
- DRSSTC (Dual Resonant Solid State Tesla Coil). Dobbelt Resonant Solid State Tesla Coil er en topologi hvor primærkredsens spole og kondensator rammer den samme resonansfrekvens som sekundærkredsens spole og kondensator. Pricinppet er det samme som i SGTC, men der benyttes IGBT transistorer i strømforsyningen.

## Danske Tesla-spoler
Der er mange danskere som har bygget Tesla-spoler i forbindelse med uddannelse eller hobby. Herunder er en liste af de største danske Tesla-spoler.
- Daniel Uhrenholt byggede fra 19. august 2009 til 11. oktober 2010 en spole kaldet "Diable Tonnere" som er en DRSSTC der kan lave op til 2,5 meter lange elektriske udladninger.[3][4]
- Finn Hammer byggede fra 1. maj 2009 til 13. juli 2009 en spole kaldet "Thumper" som er en DRSSTC der kan lave op til 4 meter lange elektriske udladninger.[5][6] Finn Hammer har også bygget mange andre Tesla-spoler til museer og kunstnere.[7]
- Mads Barnkob byggede fra 24. december 2011 til 31. marts 2016 en spole kaldet "Kaizer DRSSTC III". Det er en DRSSTC der kan lave op til 3,5 meter lange elektriske udladninger.[8]